# Seznam řek v Maďarsku

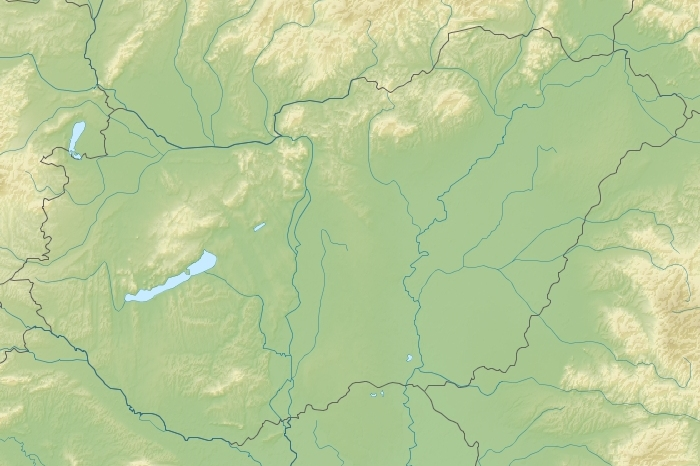
Hydrologická mapa Maďarska

Toto je seznam řek v Maďarsku delších než 100 km (nejsou v něm zahrnuty umělé kanály). Díky Dunaji, který Maďarskem prochází, spadá celé Maďarsko do úmoří Černého moře.
| Pořadí | Název           | Délka v Maďarsku (km) | Plocha povodí (km²) | Vlévá se do | Mapa     |
| ------ | --------------- | --------------------- | ------------------- | ----------- | -------- |
| 1.     | Tisa (Tisza)    | 597                   | 157 000             | Dunaj       | OSM, WMF |
| 2.     | Dunaj (Duna)    | 417                   | 817 000             | Černé moře  | OSM, WMF |
| 3.     | Kriš (Körös)    | 218                   | 27 537              | Tisa        | OSM, WMF |
| 4.     | Rába            | 188                   | 10 113              | Dunaj       | OSM, WMF |
| 5.     | Zagyva          | 179                   | 5 677               | Tisa        | OSM, WMF |
| 6.     | Dráva           | 169                   | 40 095              | Dunaj       | OSM, WMF |
| 7.     | Ipeľ (Ipoly)    | 143                   | 5 108               | Dunaj       | OSM, WMF |
| 8.     | Zala            | 126                   | 5 737               | Balaton     | OSM, WMF |
| 9.     | Slaná (Sajó)    | 125                   | 12 708              | Tisa        | OSM, WMF |
| 10.    | Répce           | 124                   | 4 506               | Rábca       | OSM, WMF |
| 11.    | Hornád (Hernád) | 118                   | 5 436               | Slaná       | OSM, WMF |
| 12.    | Kapos           | 113                   | 3 170               | Dunaj       | OSM, WMF |
| 13.    | Tarna           | 105                   | 2 116               | Zagyva      | OSM, WMF |
| 14.    | Marcal          | 101                   | 3 084               | Rába        | OSM, WMF |

## Seznam
- Duna (Dunaj)
  - Mosoni-Duna
    - Lajta
    - Rábca
      - Répce
      - Kis-Rába

    - Rába
      - Marcal
      - Gyöngyös
      - Pinka
        - Strém

      - Lapincs

  - Által-ér
  - Ipoly
  - Szentendrei-Duna
  - Ráckevei-Duna
  - Solti-Duna
  - Sió
    - Zala (přes Balaton)
    - Kapos
    - Sárvíz
      - Séd

  - Grébec-Duna
  - Rezéti-Duna
  - Cserta-Duna
  - Sugovica
  - Bátai-Holt-Duna
  - Bezerédi-Duna
  - Bédai-holtág
  - Tisza (Tisa)
    - Túr
    - Szamos
    - Kraszna
    - Bodrog
      - Ronyva

    - Szűcs-Tisza
    - Malom-Tisza
    - Sajó
      - Hernád
      - Bódva

    - Hejő
    - Király-ér
    - Rima
    - Zagyva
      - Galga
      - Tarna

    - Harmás-Körös
      - Holt-Körös
      - Hortobágy-Berettyó-főcsatorna
        - Hortobágy

      - Sebes-Körös
        - Berettyó
        - Holt-Sebes-Körös

      - Kettős-Körös
        - Fehér-Körös
        - Fekete-Körös

    - Maros

  - Dráva
    - Mura
      - Lendva
        - Kerka

  - Rinya
  - Karasica
    - Borza